# 横山知生
横山知生（よこやま ともお，3月9日—），日本男性漫畫家、插畫家。栃木縣出身。宇都宮藝術與體育專門學校 漫畫‧動畫科畢業。

## 主要作品

### 連載
- 我家賣A書的（《月刊GANGAN JOKER』》、Square Enix）
- 漫専魔王少女エナ様（《『月刊少年GANGAN》、Square Enix）

### 讀切
- お仕えニンジャ雅（《GANGAN ONLINE》、Square Enix）

### 插畫
- 怨祓し編（作：雪名、《GANGAN ONLINE》、Square Enix）

## 助手經歴
- 小林盡
- 大久保篤

## 脚注
1. ↑  宇都宮アート&スポーツ専門学校 マンガ・アニメ科 的存檔，存档日期2014-10-16. 2012年9月24日閲覧。

## 外部連結
- coffee×cigarette （页面存档备份，存于） - 部落格
- 横山知生的X（前Twitter）